# Ingrit Lorena Valencia
Ingrit Lorena Valencia Victoria (Morales, Cauca, 3 de septiembre de 1988) es una exboxeadora colombiana, medallista olímpica.
Fue campeona nacional en una ocasión, medalla de plata en los Juegos Bolivarianos de 2013 en Trujillo (Perú), medallista de oro en Juegos Suramericanos de 2014 en Santiago de Chile y también de oro en los Juegos Centroamericanos y del Caribe de 2014, en Veracruz, México.
En los Juegos Olímpicos de Río de Janeiro 2016, obtuvo la medalla de bronce en la categoría de peso mosca femenino (menos de 51 kg).
En los Juegos Bolivarianos de Santa Marta, Colombia, obtuvo medalla de oro el 17 de noviembre de 2017 y en los XXIII Juegos Centroamericanos y del Caribe que se llevaron a cabo en Barranquilla, Colombia, entre el 19 de julio y el 3 de agosto de 2018, ganó medalla de oro en la categoría mosca (51 kg).  